# 오탁오탁
오탁오탁(말레이어·인도네시아어: otak-otak)은 생선살과 카사바 녹말로 만든 어묵이다. 향신료를 넣어 매콤달콤한 맛이 나며, 바나나잎에 싸서 굽는다. 간식으로 먹기도 하고 식사 때 쌀밥과 먹기도 한다. 인도네시아, 말레이시아, 싱가포르의 전통 음식인데, 인도네시아식 오탁오탁은 흰색을 띠며, 말레이시아·싱가포르식 오탁오탁은 고춧가루, 울금가루, 커리가루 등 때문에 불그스름한 주황색이나 갈색을 띤다.

## 이름
말레이어(인도네시아어·말레이시아어) "오탁(otak)"은 "뇌"라는 뜻이며, 말레이어에서 명사를 반복하면 복수의 의미를 띠게 되기 때문에 "오탁오탁"은 "뇌들"이라는 뜻이다.

## 사진

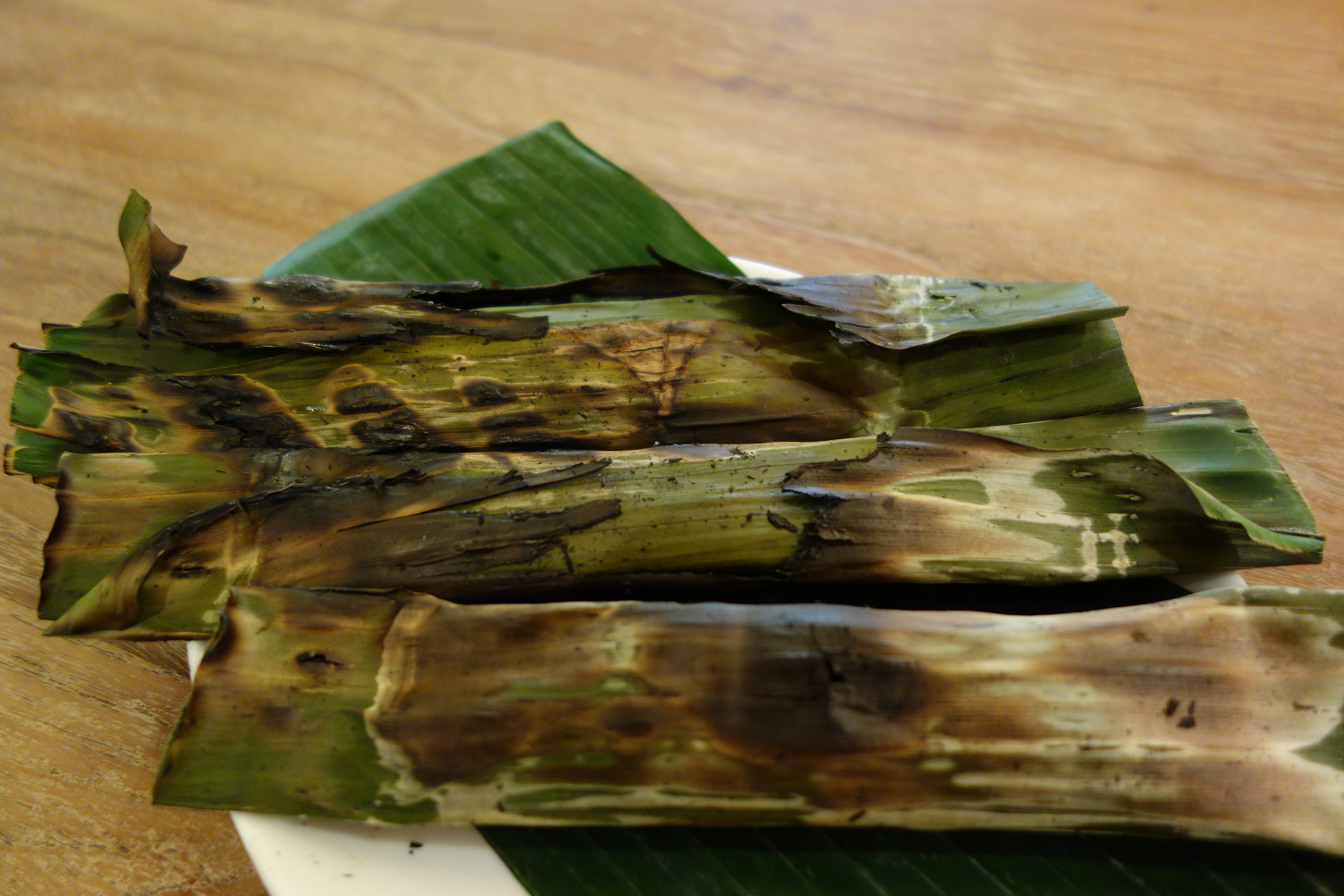
잘 구워진 오탁오탁
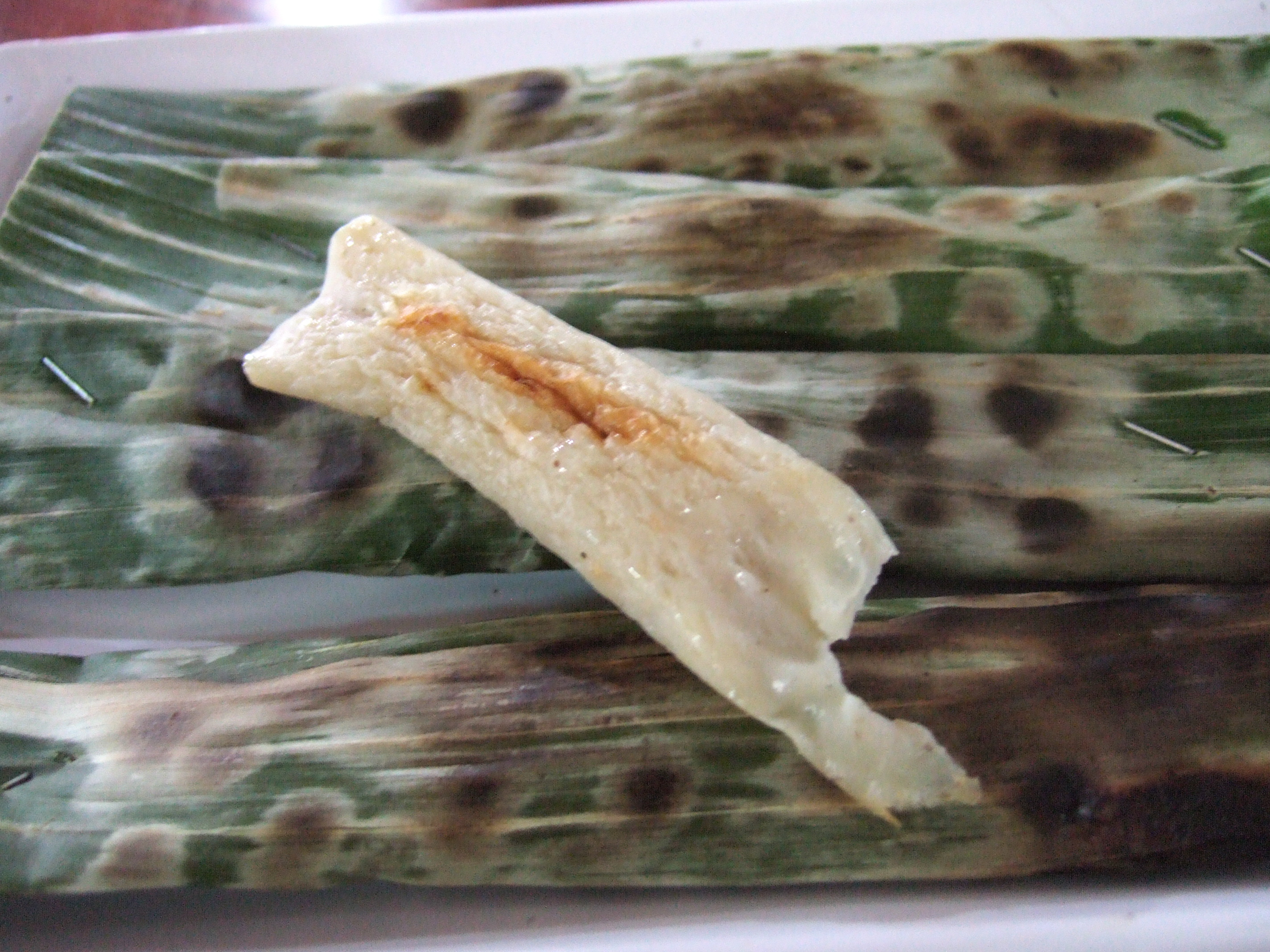
인도네시아식 오탁오탁
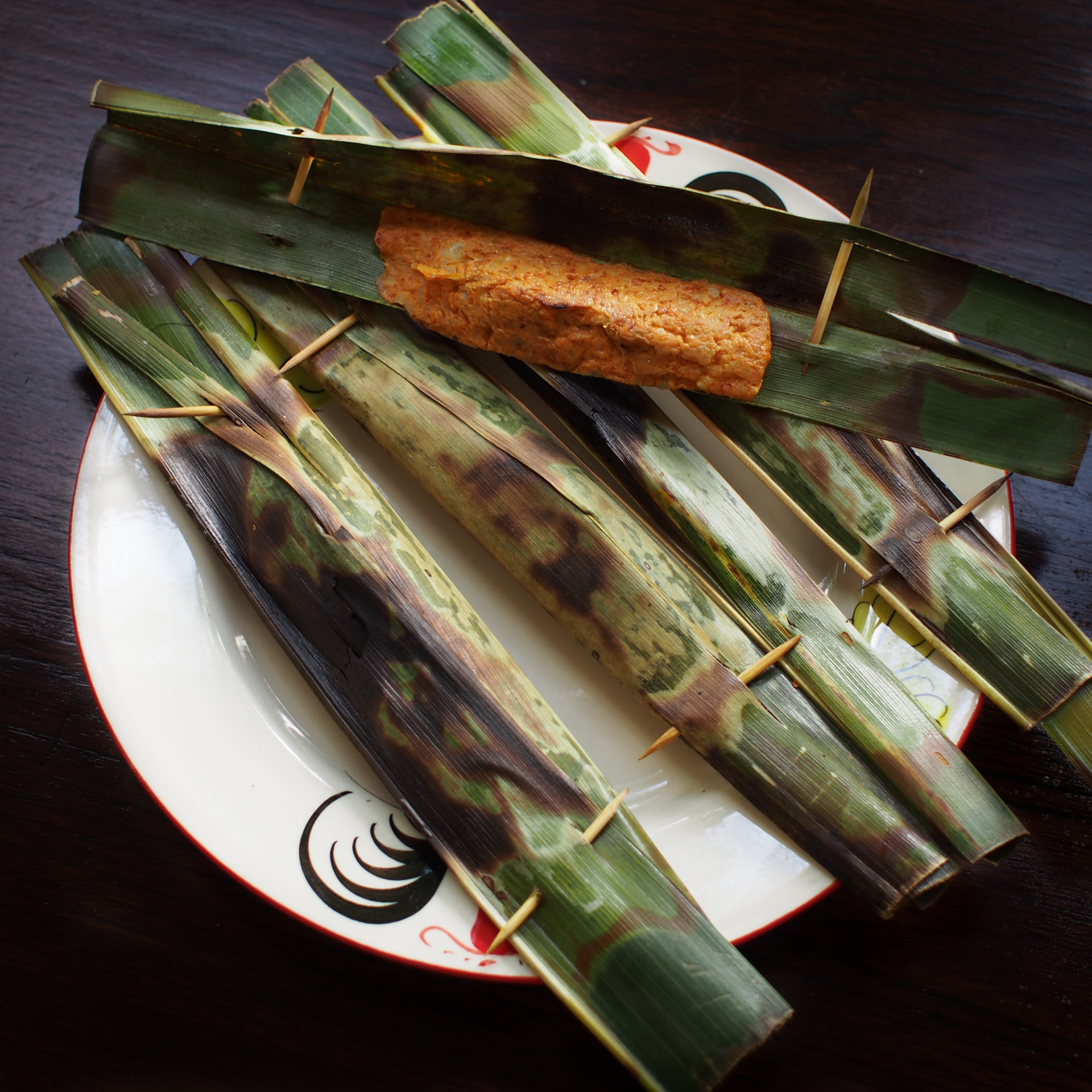
말레이시아·싱가포르식 오탁오탁

## 같이 보기
- 파프리카시 슈체친스키